# Hayato Sugita
Hayato Sugita (japanisch 杉田 隼 Sugita Hayato; * 9. Januar 2004 in der Präfektur Kanagawa) ist ein japanischer Fußballspieler.

## Karriere
Hayato Sugita erlernte das Fußballspielen in der Jugendmannschaft vom Yokohama FC. Hier unterschrieb er am 1. Februar 2022 seinen ersten Vertrag. Der Verein aus Yokohama, einer Stadt in der Präfektur Kanagawa, spielte in der zweiten japanischen Liga, der J2 League. In seiner ersten Saison kam er jedoch nicht zum Einsatz. Am Ende der Saison 2022 stieg Yokohama als Tabellenzweiter in die erste Liga auf. Mitte März 2023 wechselte er auf Leihbasis zum Drittligisten FC Gifu. Für den Verein aus Gifu bestritt er sieben Drittligaspiele. Nach der Ausleihe kehrte er Ende Januar 2024 wieder nach Yokohama zurück. Nach nur einer Saison musste Yokohama am Ende der Saison 2023 wieder den Weg in die Zweitklassigkeit antreten. Am Ende der Saison 2024 wurde er mit Yokohama Vizemeister und stieg in die erste Liga auf. Nach dem Aufstieg wechselte er auf Leihbasis zum Zweitligisten Matsumoto Yamaga FC.

## Erfolge
Yokohama FC
- Japanischer Zweitligavizemeister: 2024  ▲